# Sioux Center, Iowa
Sioux Center là một thành phố thuộc quận Sioux, tiểu bang Iowa, Hoa Kỳ. Năm 2010, dân số của thành phố này là 7048 người.

## Dân số
Dân số qua các năm:
- Năm 2000: 6002 người.
- Năm 2010: 7048 người.